# PC Paintbrush File Format
PCX, DCX, PCC (oficiální název PC Paintbrush File Format) je počítačový souborový formát firmy ZSoft pro ukládaní rastrové grafiky. Při maximálním rozlišení 65 536 × 65 536 pixelů umožňuje ukládat obrázky s barevnou hloubkou 1bit, 4bity, 8bitů a 24bitů. Komprese bitmapy buď RLE nebo bez komprese.
Původně byl formát PCX navržen k ukládání obrázků v aplikaci PC Paintbrush, postupem času i přes malou otevřenost dokumentace se rozšířila jeho podpora i na jiné aplikace. Firma Microsoft vlastní OEM licenci na použití tohoto formátu.
Dnes se již od používání tohoto formátu ve své době velice rozšířeného upouští, jeden z důvodů je málo účinná komprese obrazových dat.

## Verze formátu
- verze 2.5 – typ 0 – s pevnou EGA paletou
- verze 2.8 – typ 2 – s modifikovatelnou EGA paletou
- verze 2.8 – typ 3 – bez informace o paletě
- verze x.x – typ 4 – PC Paintbrush for Windows
- verze 3.0 – typ 5 – 24bitové soubory